# Josh Meyers
Joshua Dylan Meyers (Bedford, New Hampshire, 8 januari 1976) is een Amerikaanse acteur. Hij is bekend van de shows MADtv en als het personage Randy Pearson in het achtste en laatste seizoen van de serie That '70s Show. Hij speelde ook in verscheidene films.

## Biografie

### Verleden
Meyers groeide op in Bedford (New Hampshire).Na de Manchester West High School ging hij in navolging van zijn oudere broer Seth naar de Northwestern University. Na school werkte Meyers met Boom Chicago en werkte hij mee aan MTV Holland. Bij de comedyshow MADtv, waar hij ook een tijdlang voor gewerkt heeft, deed hij veel imitaties.
Hij heeft een relatie gehad met Carice van Houten.

#### Imitaties
- Adam LaVorgna
- Andrew Ridgeley
- Ashton Kutcher
- Brad Pitt
- Carson Kressley
- Chris Robinson
- Chuck Woolery
- Damien Fahey
- Daniel Smith
- Eminem
- Gavin Newsom
- Gerhard Schröder
- James Getzlaff
- JC Chasez
- Jeffrey Dahmer
- Jim Turner
- John Tesh
- Johnny Depp
- Jon Heder
- Jude Law
- Justin Timberlake
- Kiefer Sutherland
- Kevin Coleman
- Kid Rock
- Matt Lauer
- Matthew McConaughey
- Owen Wilson
- Pat Sajak
- Ray Bolger
- Richard Nixon
- Samuel Adams
- Seann William Scott
- Stephen Dillane

### Ander werk
In 2004, na twee seizoenen van MADtv werd Meyers ontslagen. Toen Topher Grace bij de show That '70s Show te zien in de film Date Movie. Hij speelde Napoleon Dynamite en het karakter van Owen Wilson van Wedding Crashers